# Prämonstratenserstift St. Vinzenz

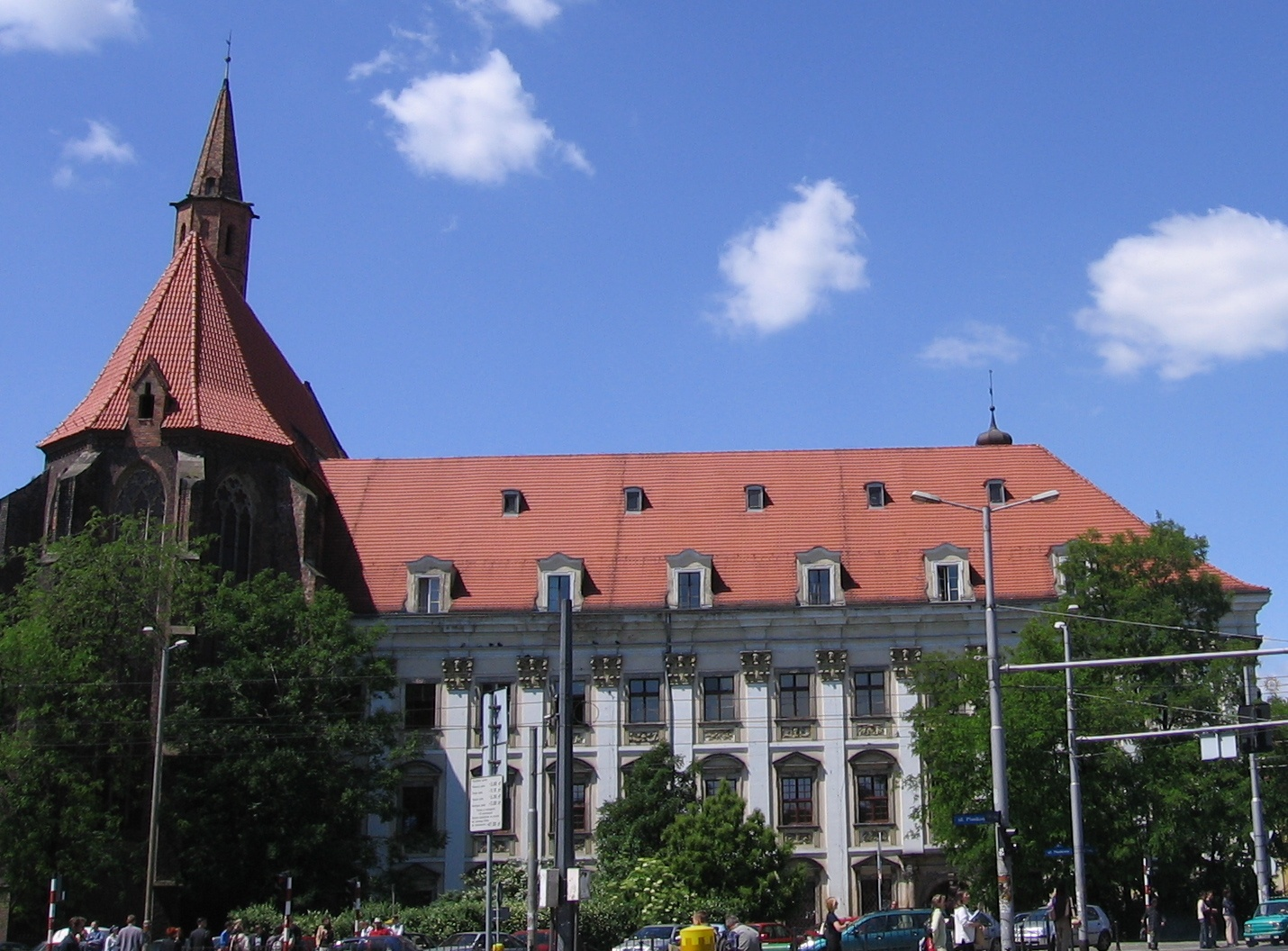
Kirche und Kloster in der Altstadt

Das Stift St. Vinzenz war ein Kloster der Prämonstratenser in Breslau. Es befand sich seit dem 12. Jahrhundert auf dem Elbing auf der Dominsel und wurde 1530 in das bisherige Franziskanerkloster in der Altstadt verlegt. 1810 wurde es säkularisiert.

## Geschichte
Benediktinerabtei

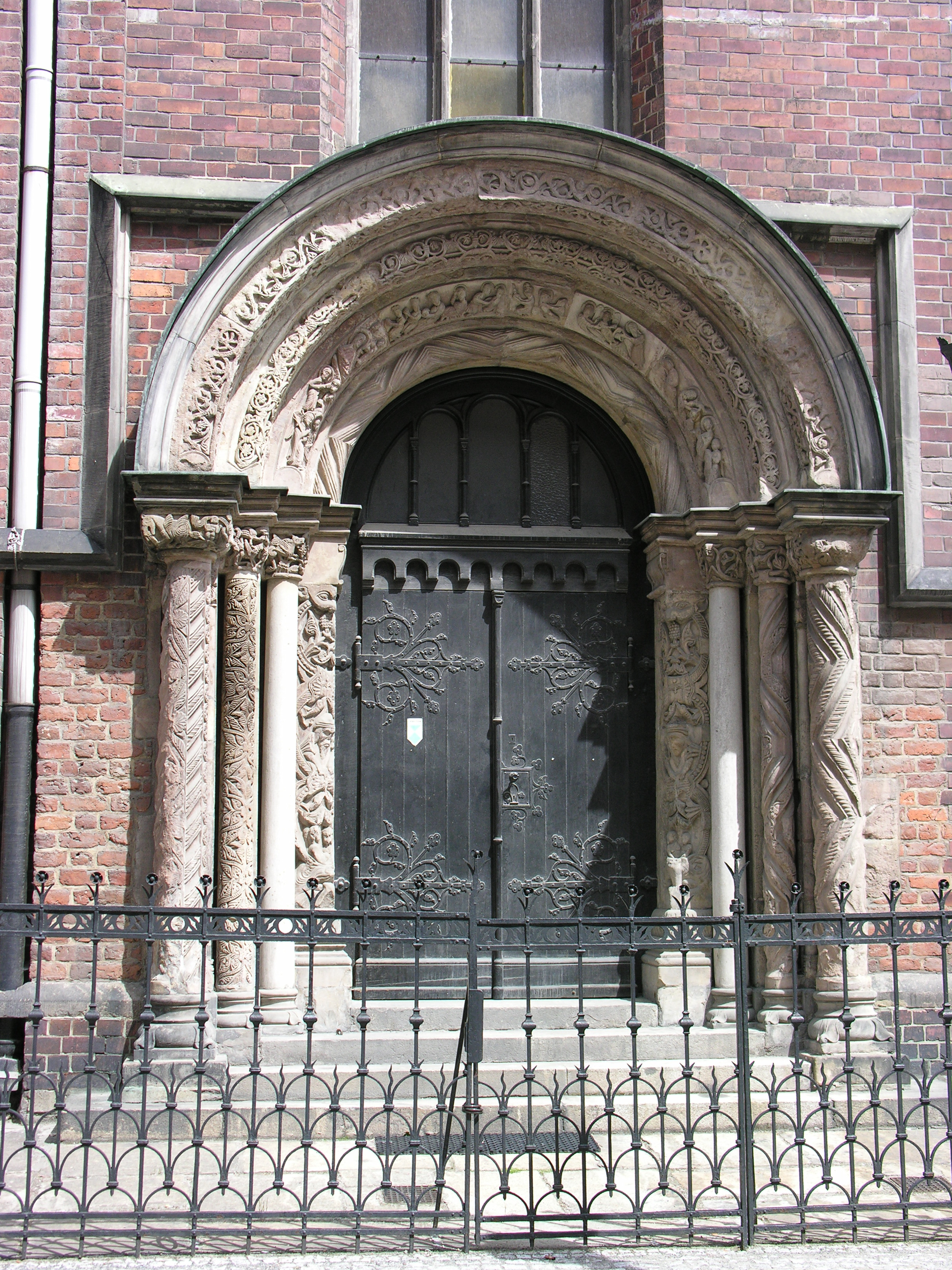
Portal der ehemaligen Stiftskirche auf dem Elbing (in einem neuen Gebäude)

Um 1140 wurde eine Abtei von Benediktinern auf dem Elbing errichtet. Gründer war der Magnat Peter Wlast, die Mönche kamen aus dem Kloster in Tyniec.
Prämonstratenserstift auf dem Elbing

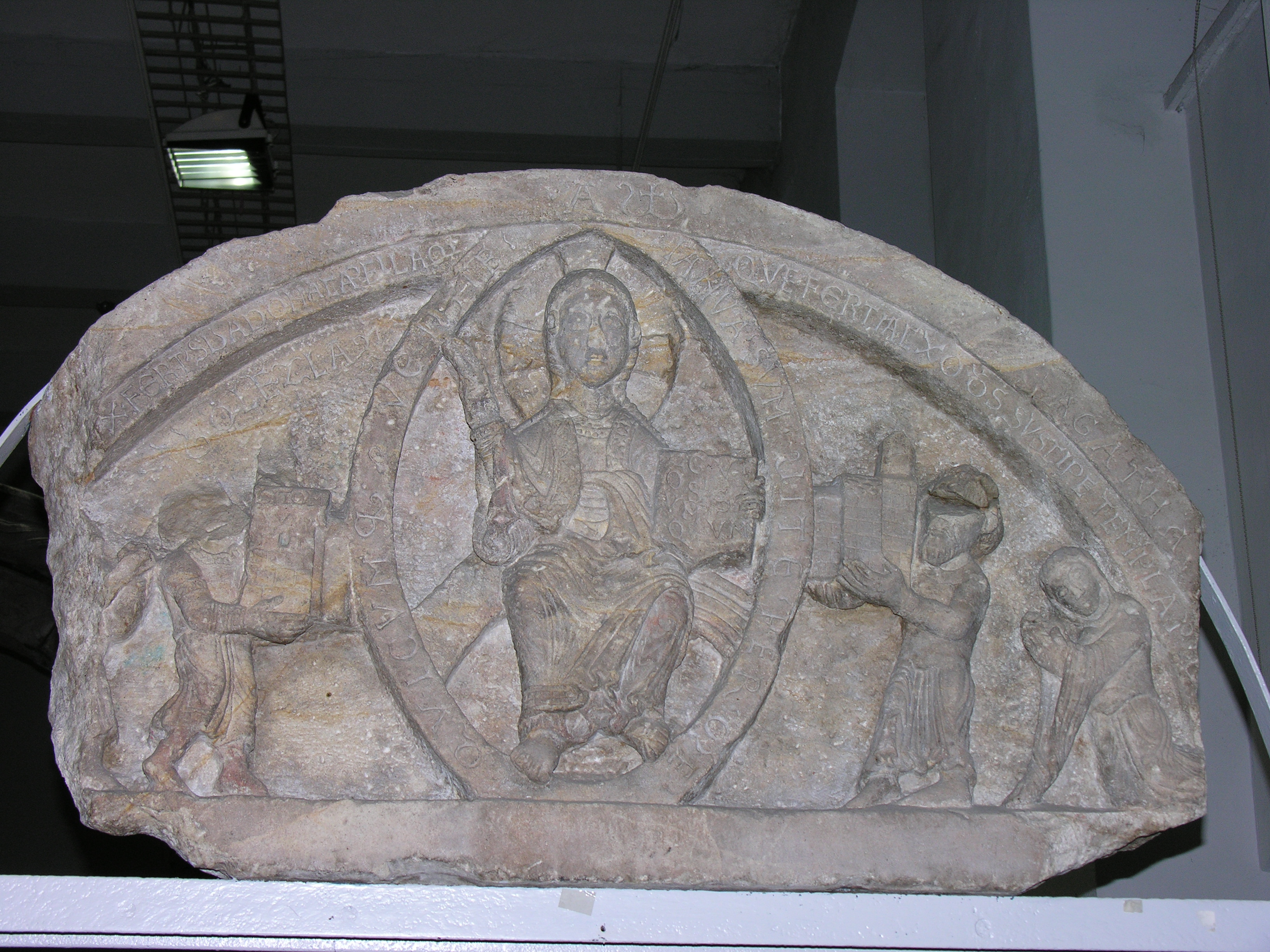
Fragment des Tympanons auf dem Elbing

Um 1180 wurde das Kloster mit Prämonstratenser-Chorherren besetzt, wahrscheinlich auf Initiative von Herzog Bolesław I. Erster Abt war Cyprian, der 1193 erwähnt wurde. Das Stift entwickelte sich und erhielt umfangreichen Grundbesitz.
Prämonstratenserstift in der Altstadt

1530 wurde das Stift in das vormalige Kloster der Franziskaner in der Altstadt verlegt, die Bauten auf dem Elbing wurden abgetragen.
1810 wurde das Stift St. Vinzenz aufgelöst.